# Salem Al Ketbi
Salem Al Ketbi est un analyste politique, chercheur et rédacteur émirati. Il a écrit pour des journaux et des médias, y compris Al-Arabiya, le journal londonien Al-Arab, pour la presse marocaine francophone et arabophone avec Libération, L'Opinion,, L'Économiste, Al-Alam, Hespress,, Aujourd'hui Le Maroc, Quid, Maroc Diplomatique,, Article19, la sénégalaise ActuSen, Arutz Sheva, The Jerusalem Post, Israel Hayom, Med Israel for fred, Arab News, Tehran Times, ainsi que certains centres de recherche.
Al Ketbi écrit sur les la sécurité nationale des Émirats , la politique étrangère iranienne, les organisations terroristes et les groupes extrémistes.
Al Ketbi s'intéresse à des sujets tels que la lutte contre l'extrémisme religieux et le terrorisme, les structures intellectuelles et organisationnelles des courants de l'islam politique, le renouvellement du discours religieux, les transformations des relations internationales au XXIe siècle et l'impact politique et social des réseaux sociaux.

## Biographie
Al Ketbi a obtenu un doctorat en droit public et sciences politiques de la Faculté des sciences juridiques, économiques et sociales, à l'université Hassan II de Casablanca, pour sa thèse intitulée « la propagande et le leadership politiques et religieux dans les réseaux sociaux au monde arabe ».
Al Ketbi est membre du London Press Club, du Press Club de Bruxelles, de la Fédération internationale des journalistes, de la Fédération des journalistes arabes et de l'Association des journalistes des Émirats arabes unis[réf. nécessaire].
En 2019, Al Ketbi est candidat aux élections du Conseil national fédéral sur un programme d'éducation, d'émancipation des femmes et des jeunes,.

## Œuvre
Salem Al Ketbi a publié une recherche historisante en arabe intitulé « Dawlat al Imarat al-Arabiya al-Muttahidah wa al-Qadiyyah al-Filistiniyah Dirasah Tarikhiyah » (Les Émirats arabes unis et la question palestinienne : Une étude historique), la stratégie politique des ÉAU par rapport à la question palestinienne depuis 1971.
Dans la recherche, Al Ketbi explique que le soutien émirati aux Palestiniens se concentre principalement sur les secteurs du développement et des infrastructures. Il mentionne de nombreux exemples de cette tendance. La ville de Sheikh Zayed pourrait être la première ville résidentielle construite en Palestine depuis plus de 60 ans. En 2005, le Cheikh Khalifa bin Zayed Al Nyan a ordonné la construction d'une ville appelée Sheikh Khalifa City dans la bande de Gaza.
L'auteur présente également des cas de soutien financier et politique. Un rapport émirati officiel sur l'aide étrangère paru en 2010 indique que les Territoires palestiniens occupés ont acquis 13% de l'aide étrangère totale des EAU cette année-là, pour une valeur de 3 millions de dirhams émiratis (98,6 millions de dollars). En 2012, lors d'une réunion d'urgence du Conseil de la Ligue des États arabes, les Émirats arabes unis ont demandé la formation d'un comité pour enquêter sur les attaques israéliennes présumées contre les civils dans la bande de Gaza.
Al Ketbi a publié en 2017 « Fakhr Al Ourouba: Cheikh Mohammed ben Zayed Al Nahyane, Al Caïd oual Insân » (Une fierté arabe: Mohammed ben Zayed Al Nahyane, le leader et l’homme), un livre semi-biographique mettant en évidence notamment le rôle de l’émir Mohammed ben Zayed Al Nahyane dans la politique aux Émirats arabes unis et la sécurité nationale à l’échelle arabe.

## Opinions
Al Ketbi a déclaré à la chaîne américaine Alhurra que la "fragilité" des pays arabes post-révolutionnaires contribuait à l'influence de l'Iran au Moyen-Orient et à son "contrôle des quatre capitales arabes", comme l'a fait remarquer Al-Ketbi dans plusieurs articles,.
S'agissant de l'accord d'Abraham de 2020, Al Ketbi a indiqué que les Émirats arabes unis se sont servis de leur rôle pour empêcher une escalade de la violence qui pourrait résulter de "l'annexion du territoire palestinien par Israël", pour recréer la perspective d'une solution politique et pour ouvrir une nouvelle voie au processus de paix, reporte La Repubblica,.

## Événements
En 2017, Al Ketbi a participé au forum MEDays organisé par l'Institut Amadeus. Il a adressé le sujet des think tanks et de la soft power  au Moyen-Orient et en Afrique.

## Prix
Al Ketbi a remporté en 2017 le prix du Livre de l'année du Arab Women Media Center (AWMN) pour sa biographie politique, Fakhr Al Ourouba,.